# Haut-commissariat de la République en Nouvelle-Calédonie
Le Haut-Commissariat de la République en Nouvelle-Calédonie est un bâtiment situé à Nouméa, sur l'île de Grande Terre, en Nouvelle-Calédonie. Il abrite les services du haut-commissaire de la République, représentant de l'État français sur ce territoire.

## Localisation
Inauguré en 1992 sur le site occupé par l'ancien hôtel du gouverneur, le nouveau bâtiment est situé au no 1 de l'avenue du Maréchal-Foch à Nouméa.